# Коронавірусна хвороба 2019 на Науру
Епідемія коронавірусної хвороби 2019 на Науру — це поширення пандемії коронавірусної хвороби 2019 на територію Науру. Перший випадок хвороби в країні зареєстровано 2 квітня 2022 року.

## Передумови
Науру є одним із тих місць у світі, яке відвідує дуже мало туристів. Туристична компанія оцінила кількість туристів, які щороку приїжджають до Науру, у 160 осіб. Країна розташована на острові площею 21 км², розташованому в Тихому океані приблизно за 3000 км від Австралії, та приблизно за 300 км від Кірибаті, також невеликої острівної держави. На острові мешкає близько 11 тисяч осіб, та близько 200 нелегальних мігрантів, які марно намагалися дістатися до Австралії на човні, та розміщені в Науру, де їх помістили до спеціального центру для іммігрантів. На острові є лише одна лікарня — лікарня Республіки Науру в Ярені.
14 грудня 2021 року на морському судні виявлено перенесений випадок хвороби. Оскільки хворий залишився на борту судна, він не вважається таким, що перебував на Науру.
Станом на 2 травня 2022 року, згідно зі звітністю ВООЗ, на острові було 5 підтверджених випадків COVID-19; Було введено 22976 доз вакцини, що становить 79 % населення з двома дозами вакцини та 49 % з бустерною вакцинацією .

## Хронологія
2 квітня 2022 року в Науру зареєстровано перші два випадки COVID-19.
Станом на 5 квітня 2022 року в Науру було виявлено 3 випадки хвороби. Цей спалах було швидко локалізовано, подальшої передачі вірусу не відбулося.
Наприкінці квітня 2022 року було виявлено ще 2 випадки від прибулих осіб, які помістили на карантин.
Станом на 12 травня 2022 року на Науру було зареєстровано 7 випадків хвороби, 4 активні випадки та 3 одужання.
Станом на 16 травня 2022 року на Науру було зареєстровано 8 випадків хвороби, 3 активні випадки та 5 одужань.
Станом на 26 травня 2022 року на Науру було зареєстровано 8 випадків захворювання, всі вони одужали.
Станом на 13 червня 2022 року на Науру було зареєстровано 13 випадків хвороби, один активний випадок і 12 одужань.
Станом на 21 червня 2022 року Науру повідомило про свій перший випадок місцевої передачі вірусу. Крім того, загалом у 337 осіб підтверджено позитивний результат тесту на COVID-19.
Станом на 22 червня 2022 року на Науру було зареєстровано 618 випадків хвороби, з них 606 активних випадків і 12 одужань.
Станом на 23 червня 2022 року на Науру було зареєстровано 873 випадки хвороби, з них 861 активний випадок і 12 хворих одужали.
Станом на 24 червня 2022 року на Науру було зареєстровано 1060 випадків хвороби, з них 1048 активних випадків і 12 одужань.
Станом на 25 червня 2022 року на Науру було зареєстровано 1484 випадки хвороби, з них 1472 активні випадки та 12 одужань.
Станом на 26 червня 2022 року на Науру було зареєстровано 2114 випадків хвороби, з них 2102 активних випадків і 12 одужань.
Станом на 27 червня 2022 року на Науру було зареєстровано 2404 випадки хвороби, з них 2392 активні випадки та 12 одужань.
Станом на 28 червня 2022 року на Науру було зареєстровано 2780 випадків хвороби, з них 2768 активних випадків і 12 одужань.
Станом на 29 червня 2022 року на Науру було зареєстровано 3173 випадки хвороби, з них 3161 активний випадок і 12 одужань.
На кінець червня 2022 року на Науру було зареєстровано 3398 випадків хвороби, з них 3381 активний випадок і 17 одужань.
Станом на 1 липня 2022 року на Науру було зареєстровано 4087 випадків хвороби, з них 3838 активних випадків, 229 одужань та 1 смерть.
Станом на 2 липня 2022 року на Науру було зареєстровано 4088 випадків хвороби, з них 3839 активних випадків, 229 одужань та 1 смерть.
Станом на 3 липня 2022 року на Науру було зареєстровано 4197 випадків хвороби, з них 3808 активних випадків, 389 одужань та 1 смерть.
Станом на 4 липня 2022 року на Науру було зареєстровано 4447 випадків хвороби, з них 3978 активних випадків, 469 одужань та 1 смерть.
Станом на 5 липня 2022 року на Науру було зареєстровано 4869 випадків хвороби, з них 4128 активних випадків, 741 одужань і 1 смерть.
Станом на 6 липня 2022 року на Науру було зареєстровано 5009 випадків хвороби, з них 4067 активних випадків, 942 одужань та 1 смерть.
Станом на 7 липня 2022 року на Науру було зареєстровано 5021 випадок хвороби, з них 4079 активних випадків, 942 одужання та 1 смерть.
Станом на 8 липня 2022 року на Науру було зареєстровано 5685 випадків хвороби, з них 4126 активних випадків, 1559 одужань та 1 смерть.
Станом на 9 липня 2022 року на Науру було зареєстровано 6409 випадків хвороби, з них 4171 активний випадок, 2238 одужань та 1 смерть.
Станом на 10 липня 2022 року на Науру було зареєстровано 6426 випадків хвороби, з них 4019 активних випадків, 2407 одужань і 1 смерть.
Станом на 11 липня 2022 року на Науру було зареєстровано 6904 випадки хвороби, з них 4114 активних випадків, 2790 одужань та 1 смерть.
Станом на 12 липня 2022 року на Науру було зареєстровано 6920 випадків хвороби, з них 4130 активних випадків, 2790 одужань та 1 смерть.
Станом на 13 липня 2022 року на Науру було зареєстровано 6932 випадки хвороби, з них 4142 активних, 2790 одужань та 1 смерть.
Станом на 14 липня 2022 року всього було виявлено 6930 випадків хвороби, з них 4140 активних випадків, 3171 одужань та 1 смерть.
Станом на 19 липня 2022 року було зареєстровано 6960 випадків хвороби, з них 3568 активних випадків, 3391 одужань та 1 смерть.
У період з липня по вересень Науру повідомляло правильну кількість нових випадків, але про неправильну загальну кількість випадків. Після цього у країні виправили дані у своєму урядовому Facebook і також в даних «worldometers».
Станом на 26 серпня 2022 року всього зареєстровано 4611 випадків хвороби, з них 5 активних випадків, 4605 одужань та 1 смерть.
Станом на 30 січня 2023 року зареєстровано 4621 випадок хвороби, з них 11 активних випадків, 4609 одужань та 1 смерть.

## Заходи боротьби з поширенням хвороби

### Реакція та заходи всередині країни
16 березня 2020 року в Науру було запроваджено надзвичайний стан на 30 днів для запобігання поширення COVID-19. Авіакомпанія «Nauru Airlines» обмежила виконання рейсів лише до рейсів до австралійського міста Брисбен один раз на два тижні, до пандемії виконувалось 2-3 рейси на тиждень із приблизно 50 пасажирами та екіпажем. Кораблі все ще пришвартовуються в порту Науру, але екіпажам заборонено залишати кораблі, а вантаж знезаражується.
У квітні 2020 року президент Науру Лайонел Енгімеа припустив, що в Науру немає випадків коронавірусної хвороби.
У квітні 2021 року Науру отримав 17200 доз вакцини проти COVID-19. Перший етап щеплень проводився з 9 квітня до 7 травня 2021 року.
18 квітня 2021 Науру отримало захисне спорядження на суму 84 тисячі доларів.
13 травня 2021 року усі дорослі жителі Науру отримали щеплення проти COVID-19.

### Обмеження на в'їзд до країни
За повідомленням міністерства закордонних справ Науру міністерство охорони здоров'я країни запровадило заборону на в'їзд до Науру особам, які перебували в низці країн протягом останніх 14 днів, у тому числі в усіх країнах Європейського Союзу. Усі особи, які прибувають до країни, повинні відбути 14-денний карантин в місцях, визначених урядом Науру.